# Credo (Pärt)
Credo és una obra per a piano, cor i orquestra composta per Arvo Pärt el 1968. La primera actuació pública de l'obra es va realitzar el 16 de novembre del mateix any a l'Auditori de Tallin, Estònia, per l'Orquestra Simfònica de Ràdio i Televisió d'Estònia, amb el Cor Mixt de la Televisió i Ràdio d'Estònia, el pianista Mart Lille i el director Neeme Järvi.

## Origen i context
Pärt va decidir deixar de compondre i es va apartar per emprendre un intens procés de recerca tant espiritual com artística. Durant aquesta etapa de reflexió, va focalitzar la seva atenció en la música antiga, estudiant a fons el cant gregorià i la polifonia del primer Renaixement. Amb aquest enfocament renovat, va començar des de zero, allunyant-se completament dels conceptes i estils que havien marcat la seva obra anterior.
Durant aquest període, va aprofundir en l'estudi de la música coral francesa i francoflamenca dels segles XIV al XVI, explorant les obres de compositors com Machaut, Ockeghem, Obrecht i Josquin. A principis dels anys 1970, influït per aquesta música antiga, va crear algunes composicions de transició que reflectien l'esperit de la primitiva polifonia europea, destacant-hi la seva Tercera Simfonia del 1971.

## Recepció
L'estrena de Credo va causar un fort enrenou entre les autoritats culturals d'Estònia, llavors sota domini soviètic. Pärt ja estava sota sospita per crear música considerada «burgesa i d'avantguarda», influïda pel dodecafonisme. Aquesta peça va marcar la fi de la seva etapa d'experimentació amb la tècnica del collage. L'opinió oficial sobre la seva obra oscil·lava dràsticament: algunes composicions eren reconegudes i guardonades, mentre que altres, com Credo, eren censurades.
Credo va marcar el final del seu primer període creatiu i el començament d’una nova etapa centrada en la seva fe i la tècnica tintinnabuli. La musicòloga Merike Vaitmaa en la seva ressenya de l'estrena va escriure: «La juxtaposició de la música antiga en la seva forma original amb la nova, perquè esdevingui la base del conflicte principal, del conjunt. Aquest concepte, mai s'havia fet abans, pel que sabem».

## Música
La peça integra el preludi en do major del primer volum d'El clavecí ben temprat de Bach amb referències a l’Ave Maria de Bach-Gounod. Als esbossos, en el preludi fins i tot apareix anotat com “Ave Maria”.
La dona del compositor, Nora Pärt, va dir: «Va ser un avançament de la seva recerca futura: puresa, tecles netes [és a dir, blanques], sense tecles negres. Do major: la tonalitat més elemental; i l'obra acaba amb notes soltes en do major. Aquesta és una direcció que va trigar gairebé vuit anys a trobar. Però aquest sentiment, aquesta necessitat, s'associava amb la puresa. I sovint escrivia més tard als quaderns que volia una nota, fer música en una nota, o en tecles blanques. Aquesta era la imatge en què treballava tot el temps. Per a mi, "Credo" és profètic».